# ددکیند ۱۹۲۹۳
سیارک ۱۹۲۹۳ (به انگلیسی: 19293 Dedekind، نامگذاری:1996OF) نوزده هزار و دویست و نود و سومین سیارک کشف شده‌است که در ۱۸ ژوئیه ۱۹۹۶ کشف شد.
قدر مطلق سیارک برابر ۱۶٫۱۰ است.